# Kameana Hora, Kostopil
Kameana Hora (în ucraineană Кам'яна Гора) este un sat în comuna Mașcea din raionul Kostopil, regiunea Rivne, Ucraina.

## Demografie
Componența lingvistică a localității Kameana Hora
     Ucraineană (100%)
Conform recensământului din 2001, toată populația localității Kameana Hora era vorbitoare de ucraineană (100%).